# هنریک ارنست
هنریک ارنست (انگلیسی: Henrik Ernst؛ زادهٔ ۲ سپتامبر ۱۹۸۶) بازیکن فوتبال اهل آلمان است که در پست هافبک بازی می‌کند.
از باشگاه‌هایی که در آن بازی کرده‌است می‌توان به باشگاه فوتبال لایپزیگ و باشگاه فوتبال هانوفر ۹۶ اشاره کرد.